# Karin Petersson
Karin Pettersson (* 14. Januar 1975 in Enskede, Stockholm) ist eine schwedische Journalistin. Ab 2010 war sie politische Chefredakteurin bei Aftonbladet. Von 2018 bis 2019 arbeitete sie bei dem Schibsted-Verbund. Seit 2020 ist sie Leiterin des Bereichs Kultur bei Aftonbladet.

## Biographie
Karin Pettersson ist die Tochter von Sten-Åke Pettersson und Professor Gunilla Källenius. Ihr Vater heiratete später Sylvia Åkerblom, die Mutter des Schauspielers Erik Johansson. Pettersson war zuvor mit dem Psychologen und Journalisten Björn Hedensjö verheiratet. Ihr älterer Bruder Ola Pettersson war von 2011 bis 2021 Chefökonom bei LO, einer Organisation aus 14 schwedischen Gewerkschaften.

### Ausbildung
Pettersson fing als Schülerin an sich für Politik zu interessieren und wurde in der Schülervertretungsorganisation aktiv, da ihr Bruder sich für Politik interessierte und bei den Sozialdemokraten engagierte war. Nach dem Abitur studierte sie Politikwissenschaft und Ideengeschichte an der Universität Stockholm. Im Jahr 2001 machte sie ihren Abschluss in Wirtschaftswissenschaften an der Handelshochschule Stockholm, wo sie für die Studentenzeitung Hermes schrieb und Mitglied der sozialdemokratischen Studentenvereinigung der Schule war. Während ihres Studiums absolvierte sie ein Austauschsemester im MBA-Programm der University of Chicago.
Später absolvierte Pettersson ein Praktikum im Hauptquartier der Vereinten Nationen in New York, was zu einer Arbeit als Redenschreiberin und Briefschreiberin für Handelsminister Leif Pagrotsky führte. 2009 wurde sie zum Eisenhower Fellow ernannt. 2016 wurde sie mit dem Nieman Fellowship ausgezeichnet. Anschließend studierte sie ein Jahr lang an der Harvard-Universität, ergänzt durch ein Studium am MIT, das sich auf Populismus, Propaganda und Rechtsextremismus konzentrierte. Sie ist Co-Autorin, zusammen mit Martin Gelin, des Buches Internet är trasigt: Silicon Valley och demokratins kris (deutsch: Das Internet ist kaputt: Silicon Valley und die Kriese der Demokratie), Natur och Kultur Verlag, 2018.

### Karriere
Während ihres Studiums arbeitete Karin Pettersson als Reporterin für Finanstidningen, eine schwedische, politisch unparteiische Wirtschaftszeitung. Von 2001 bis 2005 war sie viereinhalb Jahre lang sozialdemokratische Politikexpertin im Finanzministerium für Bosse Ringholm und Pär Nuder. 2005 war sie Mitbegründerin und später von 2007 bis 2009 Chefredakteurin der Zeitschrift Fokus. Von 2009 bis nach der Wahl 2010 war sie Kommunikationschefin der Sozialdemokraten.
Im Oktober 2010 trat sie die Nachfolge von Helle Klein als politische Chefredakteurin bei Aftonbladet an. Am 15. Februar 2018 trat sie eine neu geschaffene Position als Direktorin für öffentliche Politik bei dem Schibsted-Verbund an. Im Dezember 2019 wurde sie Kulturchefin bei Aftonbladet, eine Position, die sie nach dem Jahreswechsel antrat.
Karin Pettersson war auch Moderatorin der Sendungen Sverige i fokus (deutsch: Schweden im Fokus) und Valberedningen (deutsch: Der Nominierungsausschuss) auf TV8. Sie ist als Expertin in den Morgensendungen des Schwedischen staatlichen Fernsehens (SVT) und von TV4 aufgetreten, unter anderem in den Nachrichtenrunden. Außerdem war sie als politische Kommentatorin in der Sendung Agenda auf SVT zu sehen. Unter Petterssons Leitung wurde Fokus 2007 mit dem Großen Preis des Publizistenklubbes (Publicistklubben, eine gemeinnützige Organisation, die die Meinungs- und Pressefreiheit verteidigt) ausgezeichnet. Pettersson war Vorsitzende der Jury für den Preis Schwede, Årets svensk, des Jahres 2006. Im Herbst 2021 nahm sie zusammen mit ihrem Stiefbruder Erik Johansson an der Sendung Alla mot alla (deutsch: Jeden gegen Jeden) von Kanal 5 mit Filip und Fredrik teil.